# Korálovec jedlový
Korálovec jedlový (Hericium flagellum) je houba, kterou můžeme najít v lesích ČR převážně od srpna do prosince. Roste na odumřelých kmenech jedlí, méně na kmenech smrků. Větší výskyt lze očekávat v lesích vyšších poloh nebo v pralesovitých oblastech – Boubínský prales, Žofínský prales. V České republice je známo celkem 148 lokalit výskytu, z toho 40 z poslední doby. Je uveden v Červeném seznamu makromycetů ČR v kategorii NT – téměř ohrožený druh.

## Synonyma
- Hericium alpestre Pers., (1825)
- Manina flagellum Scop., (1772)
- Clavaria reisneri Velen.
- Clavicorona reisneri (Velen.) Corner
- Dryodon alpestris (Pers.) Pilát
- Hericium abietis f. alpestre (Pers.) D. Hall & D.E. Stuntz
- Hericium stalactitium Schrank
- Martella alpestris (Pers.) Kuntze

## Popis
Plodnice od báze větvené, dorůstají v průměru až 40 cm. Barva bílá ve stáři žlutookrová. Tvar plodnice kulovitá nebo vejčitá.
Třeň je nepatrný a mnohonásobně se dělí ve větévky.
Ostny jsou cca 2 cm dlouhé, z jednoho místa jich vyrůstá více najednou.
Dužnina je měkká, má jemnou chuť a nevýraznou vůni.
Výtrusný prach je barvy bílé. Výtrusy jsou hladké, bezbarvé a oválné. O velikosti 5-8 × 4,5-6 µm.
Často dochází k záměně s korálovcem bukovým. Mezi hlavní makroskopický rozlišovací znak náleží charakter růstu ostnů, jež jsou u korálovce jedlového rozmístěny toliko na koncích větviček; jsou také vodorovnější a delší. Dalším odlišným znakem je substrát, na němž roste.